# Usersnap
Usersnap est une entreprise d'application web autrichienne basée à Linz, en Autriche. Elle est mieux connue pour ses outils de bug tracking et de feedback, employés mondialement par les développeurs web, web designers et agents de service client. Usersnap possède 1 000 clients dans le monde entier, notamment des compagnies telles que Microsoft, Facebook, Hawaiian Airlines et Runtastic.
Un article de Forbes écrit par Alison Coleman mentionne Usersnap comme l'une des startups à surveiller de près.

## Histoire
Usersnap est fondé en 2013 par deux frères, Florian et Gregor Dorfbauer, ainsi que Josef Trauner. L'idée d'Usersnap leur est venue alors qu'ils travaillaient au développement d'applications web; les fondateurs faisant alors face à plusieurs problèmes de communication.
Le produit est né d'une idée : pouvoir communiquer plus facilement, et ainsi rendre le développement web plus efficace, avec un outil de communication visuel. Les trois fondateurs commencent à travailler sur leur projet début 2012. En 2013, Usersnap récolte un investissement de SpeedInvest. S'ensuit quatre investissements supplémentaires d'Angel-Investors (Europe/États-Unis).

## Logiciel de Bug Tracking
Le widget de suivi d'Usersnap peut être intégré à n'importe quel site. Il permet aux développeurs web d'améliorer le processus de Q&A pour tous projets web,.
Le système de suivi prend des captures d'écrans du navigateur et de son contenu actuel, et permet aux utilisateurs de les annoter directement sur leur navigateur. Il s'agit d'un outil de communication visuel : il aide les développeurs, les clients ou toute personne impliquée dans un projet web à transmettre les problèmes et à partager leurs impressions.

## Clients
Usersnap est utilisé par des entreprises telles que Microsoft, Facebook, Hawaiian Airlines, Runtastic, mais aussi d'universités comme l'université de New York, l'université Columbia, l'université Duke et l'université A&M du Texas[source secondaire souhaitée]. Usersnap est aussi utilisé par des organisations à but non lucratif comme l'AIEA et la Bibliothèque nationale de Nouvelle-Zélande[source secondaire souhaitée].